# Аврамово (железопътна гара)
Вижте пояснителната страница за други значения на Аврамово.
Железопътна гара Аврамово (до 1983 г. Аврамови колиби) е най-високо разположената гара в България и на Балканския полуостров. Намира се на 1267,4 m н.в. по теснопътната железопътна линия Септември – Добринище, на km 68+395, непосредствено след най-дългия тунел по линията №32 (314,26 m).

## История
След Освобождението, от 1878 до 1912 г. на мястото на днешната гара е минавала границата между Княжество България и Османската империя.
Гарата е построена след 1926 г. като част от теснолинейката Чепино – Якоруда. Отсечката е въведена във временна експлоатация на 12 декември 1937 г., а официално е открита на 30 юли 1939 г., заедно с отсечката Якоруда – Белица. На гарата са построени двойна пазачница с чакалня, жилище за чета и надзирател и тоалетна. Прокаран е и водопровод. Обслужва се от четири коловоза, два от които се използват за разминаване на влаковете. До 1983 г. името на гарата е Аврамови колиби.

## География
Аврамово е разположено югозападно от Аврамовата седловина, която е орографска граница между Рила и Родопите и вододел на водосборните басейни на реките Марица и Места. Намира се в североизточната част на община Якоруда, област Благоевград. Обслужва разположеното на 1 km от нея село Аврамово. Гарата е изходен пункт за връх Велийца (1712 m). В близост до гарата преминава републикански път II-84.

## Галерия
- Снимки от строежа на теснопътната линия при гара Аврамови колиби, 1929 г. Източник: ДА „Архиви“
- Изглед към гарата и Аврамовата седловина
- Направа на бетонни блокове
- Транспортиране на пясък
- Промиване на пясък

- Снимки от гара Аврамово
- Гара Аврамово, 1997 г.
- Гара Аврамово, 1997 г.
- Гара Аврамово, 2013 г.
- Тунел №32 от страната на гарата, 2013 г.
- Гара Аврамово, 2014 г.